# Sherbournia batesii
Genre
Espèce
Sherbournia batesii est une espèce de lianes ramifiées dans le genre des Sherbournia et la famille des Rubiacées. Il a les deux synonymes Amaralia bignoniiflora et A. heinsioides et les deux sous-espèces S. batesii subsp. batesii et S. batesii subsp. kivuensis.

## Description
La liane a des pétioles pubescentes et une longueur de 10–15 mm. La limbe est lancéolée, pubescente en dessous et légèrement cordée à la base. La longueur est de 9–13 cm et la largeur est de 3  à   5,5 cm. Il a 6 à 11 paires de nervures secondaires. L’espèce a 1 à 3 fleurs par nœud pendant l’inflorescence avec un pédoncule 1–2 mm long seulement. Le calice a des lobes avec une longueur de 6 à 22 ou de 30 mm. Les lobes de la corolle sont longues de 8–12 mm. Les fruits pubescents ont une forme elliptique ou fusiforme. 

## Distribution et habitat
Les pays de distribution de S. batesii sont le Cameroun, le Gabon, la République du Congo, la République Démocratique du Congo et Cabinda en Angola. On trouve cette espèce dans les forêts primaires mais aussi dégradées et secondaires. 
L’habitat de la sous-espèce S. batesii subsp. kivuensis se limite à l’est de la République Démocratique du Congo à une altitude de 800  à   1 600 m.